# Prospekt
Et prospekt (fra latin: prospectus = udsigt, udsyn) var et topografisk landskabs-, arkitektur- eller bybillede der havde som funktion at være en saglig og nøgtern gengivelse af et specielt landskab, mest mulig perspektivisk korrekt gengivet. Prospektet kunne være tegnet, malt eller udført i en grafisk teknik. Som genre opstod prospektet i slutningen af 1400-tallet. Begrebet kommer fra tidligere teatermaleri, hvor baggrunden som afsluttede scenerummet ofte var udformet som et udsyn over en by eller et landskab. Allerede fra begyndelsen af 1500-tallet findes to hovedtyper indenfor genren: herregårds-prospekter og by-prospekter. I tillæg blev der lavet mange landskabsprospekter, ikke mindst på rejser. Nogen af de første kendte «rene landskabsprospekter», det vil sige uden bebyggelse eller andre tillægselementer, blev lavet i slutningen af 1500-tallet.
Prospektet har mange lighedstræk med det realistiske Vedutmaleri, som blev udviklet i Italien i 1600-tallet som en modvægt til tidligere tiders malerier af idealiserede fantasilandskaber.
Da der i 1600- og 1700-tallet blev udviklet et genre-hierarki  indenfor malerkunsten, var prospektmaleriet placeret som en af de laveste underkategorier under landskabsmaleriet, fordi det blev vurderet som en mekanisk efterligning af virkeligheden, ikke et landskabsmaleri hvor kunstneren havde udvalgt et specielt pittoresk motiv, eller dramatiseret og idealiseret motivet.
Både under Renæssancen og oplysningstiden var topografiske beskrivelser i tekst og billeder populært, både for at dokumentere sit eget land, for at vise hvad man havde set og lært på rejser og ved forskning – og for at bringe kundskab ud til folket.
I 1700-tallet blev prospekter populære som udsmykning af interiører på gods og herregårde, både som billeder af selve godset og som udsmykning direkte på store vægfelter. Prospekter blev også brugt som dekoration på souvenirer, som porcelænsfade og kopper.
I 1800-tallet blev fotografiske reproduktionsteknikker udviklet, og interessen for tegnede, malte og grafiske topografiske billeder aftog kraftig.

## Karakteristika og konventioner
Selve begrebet prospekt kommer fra tidlige tiders scenografiske plafondmaleri, men både gods- og by-prospekter udviklede helt specielle konventioner og karakteristika. Det var fra starten specielt bygningerne, særlig offentlige bygninger, som fik en meget detaljeret gengivelse. Naturgengivelser var ikke altid af lige stor betydning. Nogen af de første landskabsprospekter man kender, hvor der ingen staffage eller tillægselementer er lagt til i billedet, er fra 1500-tallet, men først i løbet af det 17. århundrede fik landskabet en mere fremtrædende plads i de topografiske værker, som en følge af at landskabsmaleriet etablerede sig som en selvstændig kunstnerisk udtryksform i dette århundrede.
Det kan være vanskeligt at skille et prospekt fra en vedute. I begge genrer skulle man gengive motivet på en registrerende måde, sådan at det var genkendelig, uden at være fortolket i en subjektiv eller stemningsskabende retning, men mens malerne som lavede veduterne ofte havde gået i lære hos kunstmalere, eller havde studeret ved et akademi, var de tidlige prospekter, men kunne også være malet af håndværksmalere. I veduterne er motiverne i overvejende arkitektoniske, gerne fra italienske byer. Ifølge enkelte definitioner, skiller veduten sig fra prospektet ved at det eksakte og kartografisk korrekte nedtones «til fordel for den stemningsprægede og landskabelige helhedskomposition». Begreberne bruges også til en vis grad om hverandre, også i faglitteraturen.
Den jævne fordeling af lys over billede-fladen var vigtig, sådan at alle dele av billedet skulle træde klart frem. Et tredje karakteristisk træk var at motiverne, hvis mulig, var gengivet i et  såkaldt «fugleperspektiv», for at give mest mulig information i billeet. Dette tredje træk havde prospektet fælles med samtidens kort. Mange af prospektmalerne var også korttegnere.
Et træk som kom til at blive almindeligt, var at kunstneren selv er gengivet i billedets forgrund, med tegneblok, og gerne sammen med en person som peger og forklarer. Det første kendte eksempel på dette, er et prospekt med udsigt over Firenze, Veduta della catena fra 1480-årene, hvor kunstneren sidder foran til højre og tegner (fig. 3). Det var ikke nogen selvfølgelighed at et prospekt var resultat af et direkte studium af motivet. Kunstneren som i forgrunden tegner sit motiv, bliver et tegn på at vedkommende var til stede og leverer en korrekt afbildning.
I tillæg til en mest mulig korrekte gengivelse af motivet, indsatte prospektkunstneren ofte staffager i form af mennesker, dyr og andre elementer, som skulle være typiske for stedet, i forgrunden af maleriet.